# Cabeza del radio
 La cabeza del radio es una porción ósea de forma cilíndrica. En su superficie proximal presenta una cavidad o fóvea poco profunda para la articulación con el capítulo del cóndilo del húmero. Su circunferencia es lisa; y se ensancha medialmente donde articula con la escotadura radial del cúbito, y se estrecha en el resto de su extensión, rodeada por el ligamento anular .

## Superficies articulares
La cabeza del radio contacta con múltiples superficies articulares durante los movimientos de flexión-extensión en el codo y de supinación-pronación en el antebrazo: 

### Articulación húmeroradial

<sub>Vistas posteriores y puntos óseos de la articulación húmeroradial</sub>
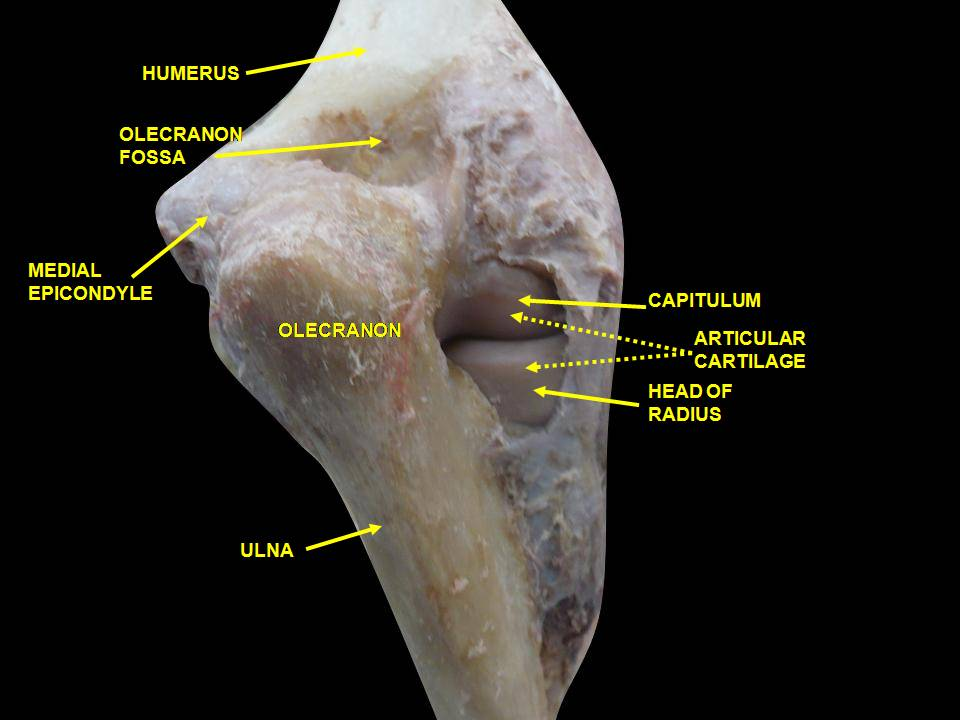
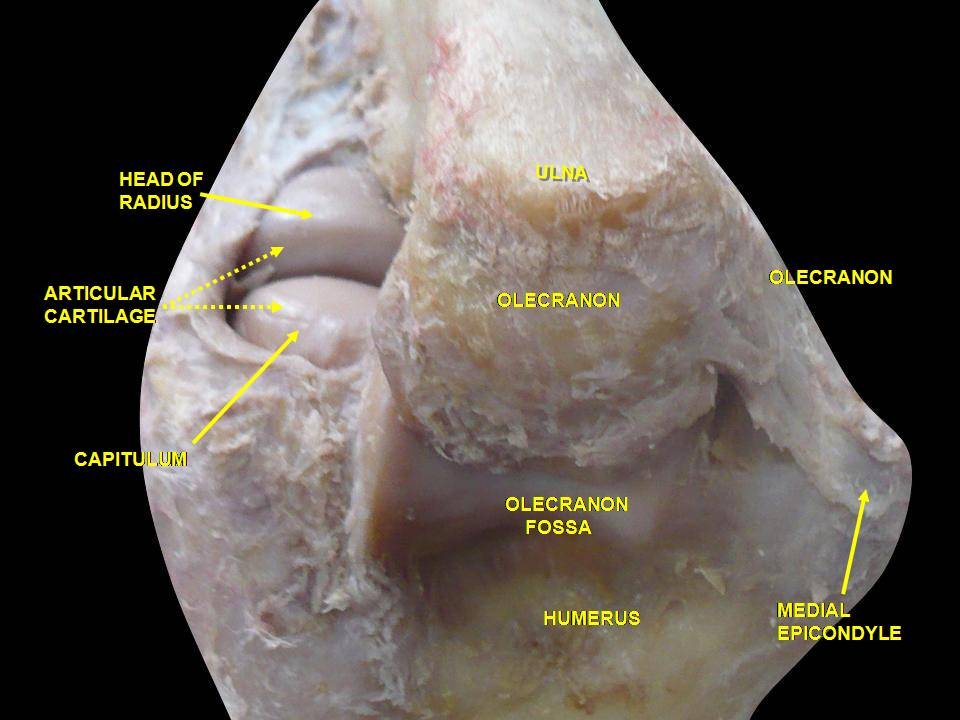
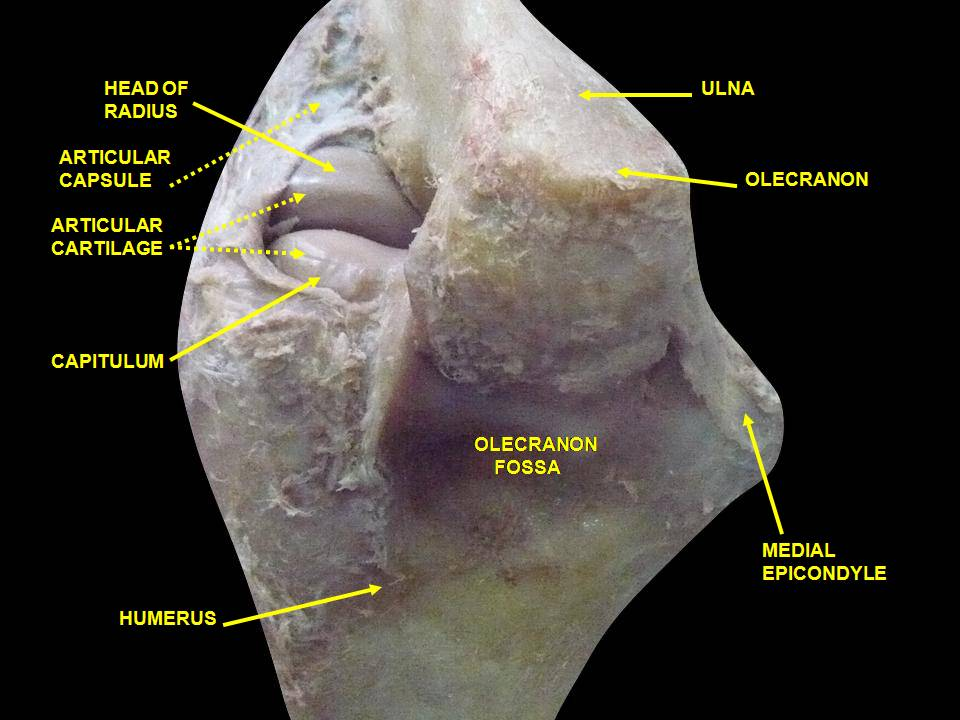

La superficie proximal de la cabeza es cóncava y ahuecada, correspondiéndose con la superficie esférica del capítulo del cóndilo del húmero. De esta manera, el radio puede deslizarse sobre el mismo durante la flexión-extensión del codo, a la vez que rota sobre su propio eje longitudinal durante la supinación-pronación. 
Entre el capítulo y la tróclea del húmero se encuentra el surco capitulotroclear, y una superficie semilunar alrededor de la circunferencia de la cabeza articula de forma continua con este surco. 
Durante la extensión completa del codo, solo la mitad anterior de la cabeza se articula con el capítulo humeral, ya que este no se extiende hacia la parte posterior del húmero. En una flexión completa, la cabeza sobrepasa el capítulo para entrar en la fosa radial superficial de la cara anterior del húmero. 

### Articulación radiocubital proximal
La cabeza es cilíndrica para permitir la rotación axial del radio. A su vez, articula con el ligamento anular y la escotadura radial del cúbito.  Es ligeramente ovalada y en posición anatómica su eje mayor se dirige anteroposteriormente, mientras que su eje más corto se dirige hacia lateromedial. El ligamento anular mantiene la cabeza en su sitio y permite cierto nivel de estiramiento cuando la cabeza gira sobre el mismo. Durante la pronación, el radio rota de modo que el eje mayor de la cabeza alcanza la escotadura radial del cúbito, lo que provoca un pequeño desplazamiento lateral del eje principal del radio, espacio suficiente para acomodar la tuberosidad radial a medida que se mueve medialmente. 